# Theodoor Van den Berghe
Theodoor van den Berghe (Vlaanderen, ca. 1545 - Colchester, april 1598), ook Theodorus Montanus was een Nederlands predikant in Engeland en in Vlaanderen.

## Levensloop
Van den Berghe werd op een niet nader vermelde plaats in Vlaanderen geboren. Over de eerste decennia van zijn leven is vooralsnog niets bekend, behalve het feit dat hij hervormingsgezind werd en om deze reden naar Engeland vluchtte. In 1572 werd hij predikant voor de in Colchester gevestigde gemeenschap van vluchtelingen uit de Lage Landen.
In 1575 nam hij deel aan de eerste bijeenkomst van de Nederlandse vluchtelingenkerken in Engeland. In 1577 zat hij eenzelfde bijeenkomst voor in Colchester.
In 1578 werd hij door de kerkraad van Colchester tijdelijk 'uitgeleend' aan de Nederlanden. Op 1 oktober 1578 werd hij predikant in de stad Brugge die recent een calvinistische republiek was geworden. In juni 1579 was hij weer in Colchester. Een paar maanden later was hij opnieuw in Brugge, waar hem de Sint-Salvatorskerk werd toegewezen, en waar hij bleef tot in 1583. De gemeente in Colchester wilde hem graag spoedig terug, maar vanuit Brugge werd geschreven dat hij in deze stad onmisbaar was.
Tijdens zijn verblijf in Brugge zat hij op 3 mei 1581 in Sluis een classisvergadering voor. Op 8 en 9 mei 1582 zat hij in Brugge de Oost- en West-Vlaamse synode voor. Op de classisbijeenkomst van 3 juli 1582 in Dudzele kreeg hij de opdracht de gebeden op te stellen die moesten dienen bij de opening en sluiting van de classisbijeenkomsten.
In 1581 rezen disputen tussen Van den Berghe en de predikant Johannes Capito. Verschillende bijeenkomsten van verantwoordelijken op synodaal en klassikaal niveau bogen zich over het probleem. Ze trokken telkens partij voor Van den Berghe en slaagden er moeizaam in om Capito ertoe te brengen zich te excuseren.
In 1583 keerde Van den Berghe definitief naar Colchester terug en bleef er predikant tot aan zijn dood in 1598.
Jacobus Regius, predikant in Londen, schreef in 1596 over hem: Hij is een gheleert man  ende getrouwe dienaer Christi, gesondt inder reyne leere, geschict van leven  ende ervare in kerckregegieringhe, die aldaer de gemeinte stichtelick ende vredelick bedient heeft.

## Geschriften
- Van den Berghe vertaalde de commentaren van Marloratus op de brieven van Jacobus, Judas en Johannes.
- Hij vertaalde ook de commentaren die Theodore de Bèze schreef op de 'katholieke' brieven van de apostelen.